# Myriopathes antrocrada
Myriopathes antrocrada is een Antipathariasoort uit de familie van de Myriopathidae. De wetenschappelijke naam van de soort is voor het eerst geldig gepubliceerd in 1999 door Opresko.